# برادر و خواهر (فیلم ۲۰۲۲)
برادر و خواهر (فرانسوی: Frère et Sœur‎) فیلم درام فرانسوی به کارگردانی ارنو دپلشن است که در سال ۲۰۲۲ به نمایش درآمد. بازیگران آن ماریون کوتیار، ملویل پوپو، گلشیفته فراهانی و کوسمینا استراتان هستند. این فیلم برای رقابت در دریافت نخل طلای جشنواره فیلم کن ۲۰۲۲ انتخاب شده بود.

## بازیگران
- ماریون کوتیار در نقش آلیس
- ملویل پوپو در نقش لوئیس
- گلشیفته فراهانی در نقش فانیا
- کوسمینا استراتان در نقش لوسیا
- پاتریک تیمسیت در نقش زوی

## افتخارات
| جایزه      | تاریخ مراسم | رشته    | دریافت کننده | نتیجه    | منا.  |
| ---------- | ----------- | ------- | ------------ | -------- | ----- |
| جشنواره کن | ۲۸ مه ۲۰۲۲  | نخل طلا | ارنو دپلشن   | نامزدشده | [ ۸ ] |